# Aphyllophorales

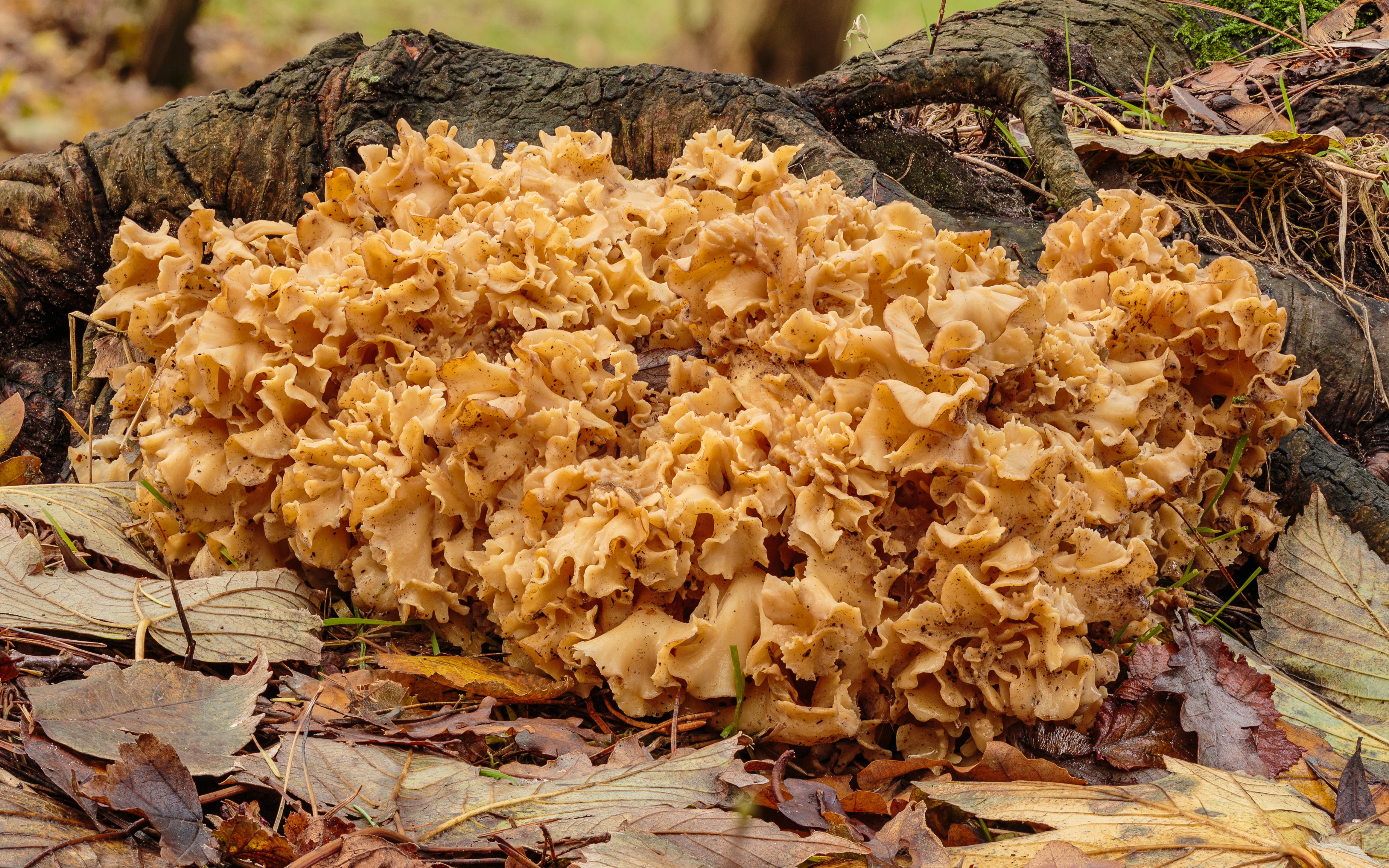
Champignon de l'ordre des aphyllophorales d'un brun orangé, se trouvant dans son biotope. Auteur : Dominicus Johannes Bergsma

Les aphyllophorales, dont le nom signifie « ordre (des champignons) qui ne portent pas de lames » (jadis Polyporales lato sensu) était un ordre de champignons homobasidiomycètes, qui regroupait les espèces gymnocarpes, c'est-à-dire « dont la fructification est nue » (grec : gumnos = nu et karpos = fruit), c'est-à-dire dont les cellules sporifères sont déjà étalées à l'extérieur au stade de primordium. Une fois le carpophore entièrement développé, elles forment une couche de cellules appelées hyménium. Leurs spores sont donc formées sur des surfaces nues. 
Ce vaste groupe englobait tous les champignons supérieurs aux carpophores de forme très variée, ayant les caractères suivants :
- hyménium pouvant être lisse ou rugueux, ou hérissé d'aiguillons, de dents, etc.; présenter des tubes, ou même très rarement
- des lames ou des plis, mais alors très difficiles à séparer de la chair, qui est à consistance de bois ou de liège ou très fibreuse et résiste à la mastication.
- le pied est généralement absent, le carpophore étant fixé par le côté à son support.
- les polypores, les clavaires, les mérules, les hydnes, etc.

## Famillesincluses dans les Aphyllophorales
- Coriolaceae
- Corticiaceae
- Cyphellaceae
- Dictyonemataceae
- Fistulinaceae
- Ganodermataceae
- Gomphaceae
- Hapalopilaceae
- Lachnocladiaceae
- Lentinaceae
- Meripilaceae
- Phanerochaetaceae
- Polyporaceae
- Pterulaceae
- Sparassidaceae
- Xenasmataceae

Les carpophores des aphyllophorales ne sont jamais entourés de voile (hyménium libre), contrairement à ceux des Agaricales.
Les lames plus ou moins confluentes des lenzites ont pour origine l'agrandissement ou un agencement régulier de pores; les Daedalea, dont l'hyménium ressemble à un labyrinthe, sont des formes intermédiaires.
La famille Bondarzewiaceae a été reclassée chez les Russulales.

## Galerie
| Champignon Brésilien · Polyporales du Vénézuéla · Polyporales méxicaine |

## Sources
- National Center for Biotechnology Information